# Eugenio Chang Cruz
Eugenio Chang Cruz (Sullana, 18 de noviembre de 1927 - Lima, 1998) fue un educador y político peruano. Fue miembro y dirigente del Partido Aprista Peruano, ejerciendo los cargos de senador en 2 ocasiones y diputado por Lima Provincias en 1980. Fue también uno de los impulsores de la creación de la Universidad Nacional de Piura y padre de José Antonio Chang, exministro de Educación y rector de la Universidad de San Martín de Porres.

## Biografía
Eugenio Chang Cruz nació en la ciudad de Sullana, ubicado en la región Piura en el Perú, el 18 de noviembre de 1927. Fue hijo de José Chang, proveniente de la inmigración japonesa en el Perú, y de Cristina Cruz.
Se comprometió con María Luisa Escobedo Castillo y es padre de José Antonio Chang, exministro de Educación durante el segundo gobierno aprista y rector de la Universidad de San Martín de Porres.
Estudió la primaria y secundaria en el Colegio Nacional de San Miguel en Sullana. Luego se trasladó a la ciudad de Lima e ingresó a la Universidad Nacional Mayor de San Marcos, en donde se graduó como educador. En el año 1955, Chang junto con otros estudiantes provenientes de Piura formaron la Asociación de estudiantes Piuranos de la Facultad Ciencias Sociales e impulsaron la creación de una universidad pública en dicha región, contando con el apoyo del Colegio Nacional de San Miguel, los diarios "El Tiempo" y "La Industria", instituciones y la comunidad en general. Finalmente el 3 de marzo de 1961, mediante ley N°13531, se fundó la Universidad Nacional de Piura bajo el gobierno de Manuel Prado Ugarteche.
Luego Chang ingresó a la Universidad Nacional Federico Villarreal y se desempeñó como profesor universitario, así como decano de la Facultad de Educación y Filosofía. Fue también uno de los creadores de la Facultad de Psicología de la UNFV.
En la UNFV, Chang se inscribió en el comité universitario del Partido Aprista Peruano, partido político fundado por Víctor Raúl Haya de la Torre.
En el año 1980, Eugenio Chang incursiona en el ámbito político como candidato a la Cámara de Diputados del Congreso de la República por la circunscripción de Lima Provincias y resultó elegido para el periodo parlamentario 1980-1985.
Culminando su gestión, Chang decide participar en la lista de candidatos a la Cámara de Senadores del Partido Aprista en las elecciones del año 1985 y es elegido como senador para el periodo 1985-1990, obteniendo 18,069 votos. Dicho año fue en el que el aprismo logró ser gobierno, siendo electo presidente Alan García.
En el Senado ejerció como secretario de la Mesa Directiva presidida por Ramiro Prialé y como presidente de la Comisión de Educación, donde tuvo controversias por la Ley del Artista.
Fue reelegido en las elecciones del año 1990 y ejerció como miembro de la Comisión de Industria. Luego en el lapso 1991-1992 fue elegido como segundo vicepresidente de la Mesa Directiva presidida por el senador pepecista Felipe Osterling. Sin embargo el 5 de abril de 1992, su cargo fue disuelto tras el autogolpe de estado decretado por el presidente Alberto Fujimori. Chang formó parte de la oposición juntos con los demás militantes apristas.
En el año 1995, Eugenio Chang decide nuevamente postular al Congreso de la República por el Partido Aprista Peruano, sin embargo, no tuvo éxito tras solo recibir 3,782 votos de preferencia.

## Fallecimiento
En el año 1998, Eugenio Chang Cruz falleció a los 71 años en la ciudad de Lima.